# 臺灣熙螢金花蟲
臺灣熙螢金花蟲（学名：Cerophysa taiwana）为金花蟲科熙螢金花蟲屬下的一个种。